# Миладин Милојчић
Миладин Милојчић, (Подосоје код Котор Вароша 26. март 1958) је генерал-пуковник Оружаних снага Босне и Херцеговине у пензији.

## Биографија
Рођен је 1958. године у селу Подосоје, од оца Уроша и мајке Невенке. Поред њега, родитељи су имали још троје дјеце. У браку са супругом Славицом има двоје дјеце. По националности је Србин. Крсна слава породице је Свети Јован Крститељ - Јовањдан (20. јануар).
Завршио је Основну школу "Владимир Назор" 1973. у селима Присоје и Забрђе код Котор Вароша, Средњу техничку војну школу у Загребу 1978, Техничку војну академију - смјер саобраћајни у Загребу 1983, Генералштабну школу у Београду 2000. и Школу националне одбране у Београду 2003. Завршио је више различитих курсева у земљи и иностранству: курс безбједносне сарадње 2001, NATO школа, SНАРЕ, Оберамергау, Њемачка; курс медија за официре и новинаре из БиХ 2001, OSCE, Шпиц, Швајцарска; курс европске сарадње 2002, Центар за безбједносну политику, Сегедин, Мађарска; Курс "Одбрамбени ресурси" 2004, Менаџмент институт Сарајево; курс "Борба против ширења и кријумчарења оружја за масовно уништавање" 2005, Будимпешта, Мађарска; Генералско официрски курс О 106, 2006, Navalpostgraduateschool и OSCE, Сарајево и Семинар за генерале "Silk Road" 2009, Истанбул, Турска. Посједује средњи ниво познавања њемачког и енглеског језика.
Произведен у чин потпоручника 18. фебруара 1983, а унапријеђен у чин поручника 1984, капетана 1987, капетана прве класе 1990, мајора 1994, потпуковника 1998, пуковника 2002, бригадног генерала 1. септембра 2004, генерал-мајора 4. јула 2008. и генерал-пуковника 24. јануара 2012. године.
Обављао је дужности: командир инструкторског вода и командир аутомобилске наставне чете у Кичеву; командир чете војне полиције у Скопљу; начелник саобраћајне службе у средњем самоходном ракетном пуку ПВО на аеродрому Петровец (Скопље) и на аеродрому Врело (Приштина); начелник саобраћајне службе и помоћник команданта за позадину ракетне бригаде противваздушне одбране Војске Републике Српске у Залужанима (Бања Лука); начелник Оперативно-наставног одсјека у ваздухопловној бази на аеродрому Маховљани (Бања Лука); шеф кабинета министра одбране Републике Српске (Бања Лука); начелник Одјељења за статусна питања и уједно замјеник начелника персоналне управе у Генералштабу Војске Републике Српске (Бања Лука); замјеник начелника Заједничког штаба за ресурсе Оружаних снага Босне и Херцеговине (Сарајево) и начелник Заједничког штаба Оружаних снага Босне и Херцеговине (Сарајево).
У одбрани српског народа учествовао је у Војсци Републике Српске Крајине (Кнински корпус) од 7. маја до 7. јула 1992. и у Војсци Републике Српске од 1. августа 1994. до 19. јуна 1996. године на дужности начелника саобраћајне службе и помоћника команданта за позадину 155. ракетне бригаде противваздушне одбране В и ПВО.
Службовао у гарнизонима: Кичево, Скопље, Приштина, Бања Лука и Сарајево. Пензионисан је 28. фебруара 2013. године. Са породицом живи у Бањој Луци.

## Одликовања и признања
Одликован у ЈНА:
- Медаља за војничке врлине

Одликован у ВЈ:
- Медаља за војничке врлине
- Медаља за изузетне способности у служби од стране војног департмента државе Мериленд, Сједињене Америчке Државе.
- Награђен је пиштољем са посветом у Војсци Републике Српске.